# Carmelites of Mary Immaculate
Die Carmelites of Mary Immaculate  (lateinisch Congregatio Fratrum Carmelitarum Beatae Mariae Virginis Immaculatae, „Kongregation der Karmelitenbrüder von der Unbefleckten Gottesmutter Maria“, Ordenskürzel CMI) sind ein römisch-katholischer Männerorden.

## Geschichte
Die Carmelites of Mary Immaculate gehören der nach der Legende vom Apostel Thomas gegründeten und mit Rom unierten Syro-malabarischen Kirche an und sind die erste Ordensgründung Indiens. Das erste Kloster des Ordens wurde am 11. Mai 1831 auf dem Berg Mannanam im Bundesstaat Kerala errichtet. Schon bald kam es zu einer enormen Ausbreitung, und die junge Gemeinschaft widmete sich der Erneuerung des kirchlichen Lebens durch die Ausbildung einheimischer Priester, Volksmissionen und Presseapostolat, Erziehung und Bildung der Jugend durch Gründung von Schulen und Internaten, und auch dem Dienst an Armen und Kranken durch sozial-karitative Einrichtungen.

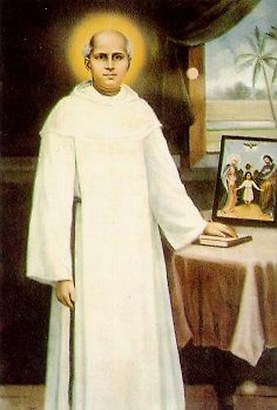
Kuriakose Chavara, Co-Gründer des Ordens

Gründer der Kongregation waren der Priester Thomas Palackal (1780–1841), zusammen mit seinem Verwandten (mütterlicherseits) Pater Thomas Kathanar (1799–1846) und seinem Schüler, dem Heiligen Kuriakose Elias Chavara (1805–1871), der auch der erste Obere des Ordens wurde. Seit 2014 ist Ordensoberer („General Prior“) Bruder Paul Achandy.
Seit 1957 ist der Orden auch in Deutschland tätig.

## Aktuell
Im Jahre 2003 zählte die Gemeinschaft 3226 Mitglieder (7 Bischöfe; 2100 Ordenspriester; 55 Ordensbrüder; 482 Studenten der Philosophie und der Theologie; 208 Novizen; 374 Kandidaten) in 13 Provinzen (alle in Indien) und 263 Ordenshäusern. Im Jahre 2017 sind es etwa 3000 Mitglieder mit 1875 Priestern und 156 Novizen.

## Hilfswerk Aanchal
2010 gründete CMI das Aanchal-Hilfswerk. Dieses Projekt widmet sich Straßenkindern im indischen Bhopal. Aanchal wurde am 1. März 2011 von Pater Jose Paul Eduthan CMI eingeweiht und wird seitdem von Pater Anil CMI geleitet. Die Mission Aanchal hat es sich zur Aufgabe gemacht, Straßenkindern – über Konfessionen hinweg – den Weg in eine bessere Zukunft zu ebnen.